# Pseudolasius martini
Pseudolasius martini är en myrart som beskrevs av Auguste-Henri Forel 1911. Pseudolasius martini ingår i släktet Pseudolasius och familjen myror. Inga underarter finns listade i Catalogue of Life.